# Great Mongeham
Great Mongeham est une paroisse civile et un village du Kent, en Angleterre.